# Bolechiv
Bolechiv (ukrajinsky Болехів, polsky Bolechów, rusky Болехов) je město (do července 2020 město oblastního významu) v Ivanofrankivské oblasti na Ukrajině.

## Poloha
Město leží v podhůří Karpat na řece Sukil (povodí Dněstru), na železniční trati Lvov–Černovice.

## Historie
První písemná zmínka pochází z roku 1371. V roce 1546 byl postaven první solivar. V roce 1603 město obdrželo magdeburská práva a stalo se důležitým opěrným bodem. Součástí Polska bylo až do dělení roku 1772, kdy připadlo Rakousku, tehdy začalo období úpadku. V roce 1918 se Bolechiv stal součástí Polska, v roce 1939 byl násilně připojen k Ukrajinské SSR.
1. září 1939 vpadla německá vojska do Polska, Rudá armáda následovala německého spojence a 17. září zaútočila na Polsko. 28. září byla podepsána sovětsko-německá smlouva o přátelství a spolupráci a 27. října byla ve městě utvořena vláda sovětů.

### V Sovětském svazu
Do Ukrajinské SSR bylo město včleněno 14. listopadu 1939. Německá vojska zaútočila na Sovětský svaz 22. června 1941, po vyhlášení bojové pohotovosti sovětští vojáci opustili město a začali se podle plánů soustřeďovat na státní hranici. Německá vojska obsadila Bolechov 3. července 1941. V rámci Lvovsko-sandoměřské operace byl osvobozen 7. srpna 1944 vojsky 4. ukrajinského frontu.

### Bolechivští Židé

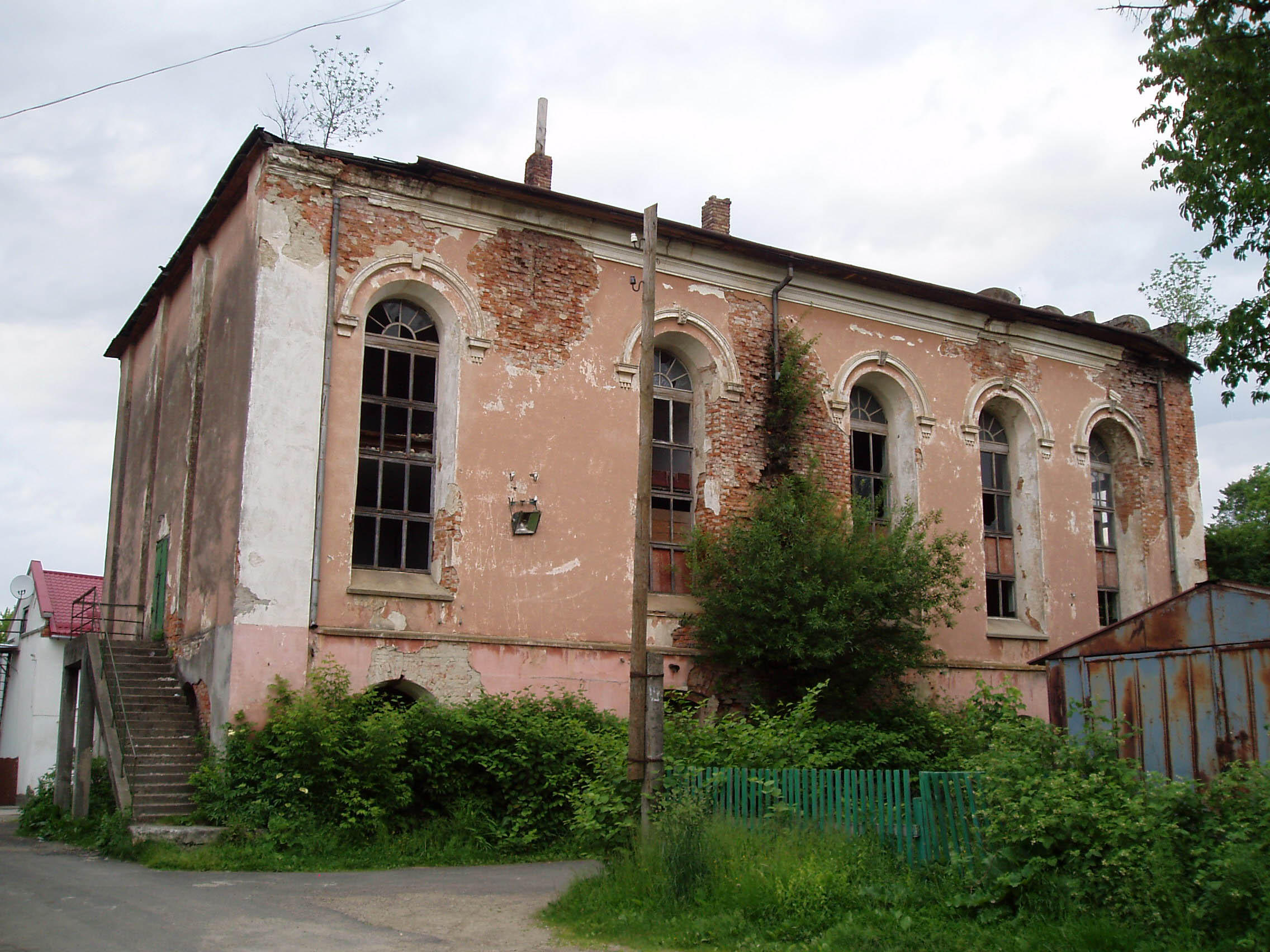
Synagoga v roce 2009

Židovská komunita žila v Bolechově od dob založení. Poláci, Židé a ortodoxní Rusíni měli ve městě zaručena stejná práva, která potvrdil Zikmund III. Vasa. V roce 1890 žilo v Bolechově 4237 obyvatel, z nichž byly tři čtvrtiny Židé.

## Osobnosti
- Mychajlo Vasylovyč Basarab, ukrajinský fotbalista
- Nataliye Kobrynska, ukrajinská spisovatelka

## Památky
- Chrámy svaté Paraskevy (1891), svaté Anny, žen myrhonosnic,
- Římskokatolický kostel Nanebevstoupení matky Boží,
- Solivar (z poloviny 19. století),
- Radnice (1863),
- Synagoga,
- Obytné domy z konce 19. století v ulici Konovalece,
- Památník Ivana Franka,
- Budova soudu a lesnické školy, nyní střední škola.